# Caneja
Caneja ist ein Ort in der autonomen Gemeinschaft Murcia in Spanien. Er gehört der Provinz Murcia und dem Municipio Caravaca de la Cruz an. Im Jahr 2015 lebten 142 Menschen in Caneja, von denen 75 männlich und 67 weiblich waren.

## Lage
Caneja liegt etwa 14 Kilometer südwestlich von Caravaca de la Cruz und etwa 86 Kilometer westlich von Murcia.